# Herb Breau
Herbert « Herb » Breau est un gérant et un homme politique canadien.

## Biographie
Herb Breau est né le 5 décembre 1944 à Haut-Sheila, au Nouveau-Brunswick. Son père est Alyre Breau et sa mère est Régine Savoie. Il étudie au Collège Saint-Joseph de Memramcook puis à l'Université de Moncton. Il épouse Anne Caron le 10 octobre 1966 et le couple a deux enfants.
Il est député de Gloucester à la Chambre des communes du Canada de 1968 à 1984 en tant que libéral. Il est secrétaire parlementaire au ministère de l'Industrie et du Commerce en 1972, secrétaire parlementaire au ministère de l'Energie, Mines et Ressources en 1974, secrétaire parlementaire du Secrétaire d'État aux Affaires extérieures de 1974 à 1975 et ministre des Pêches et des Océans du 30 juin au 9 juillet 1984.